# Demaria-Lapierre
Demaria-Lapierre est une marque française disparue d'appareils photographiques qui a utilisé plusieurs marques au fil des associations et rachats sur plus de cent douze ans.

## Histoire

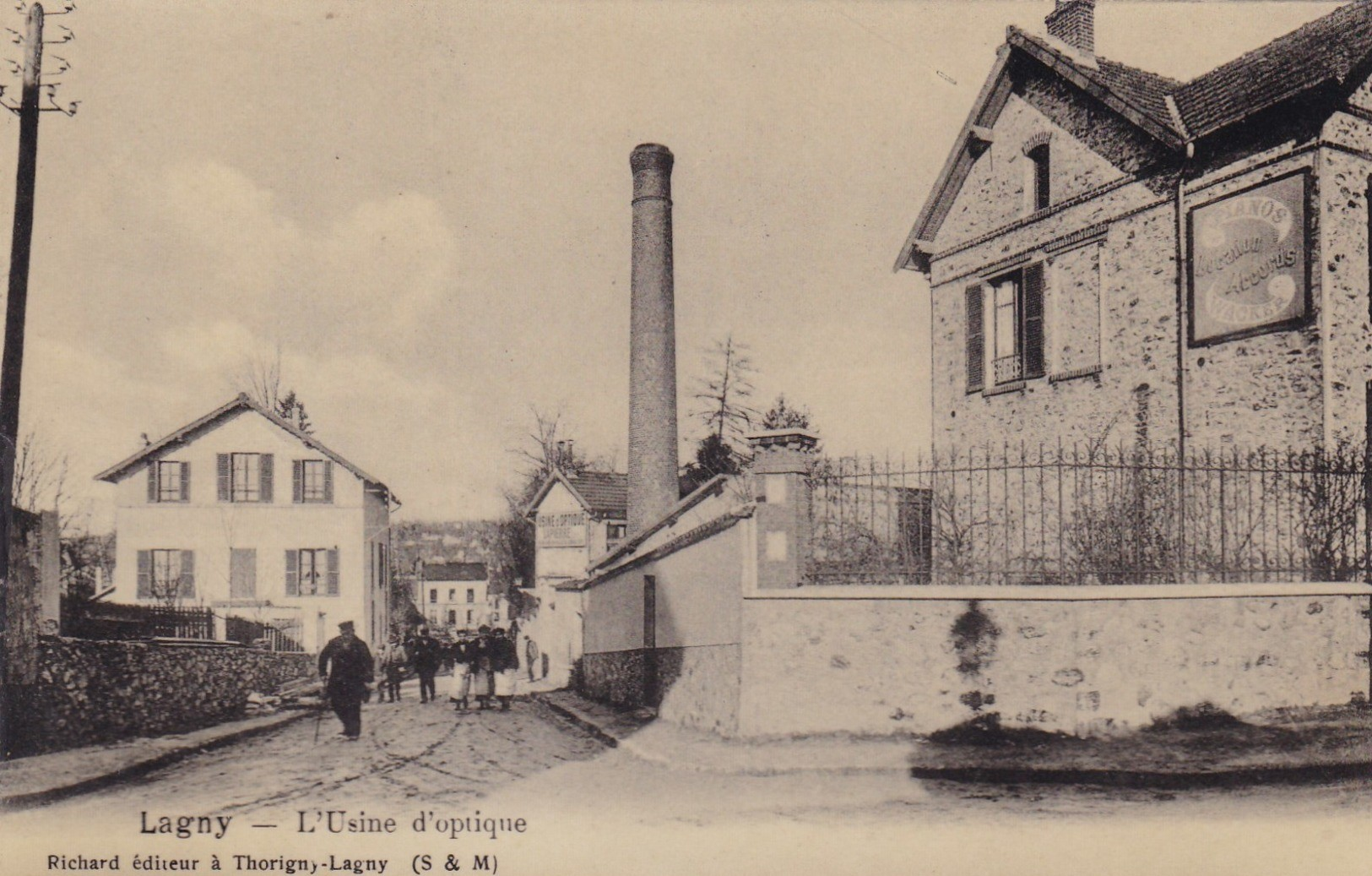
Usine d'optique Lapierre à Lagny-sur-Marne, début XXe

L'histoire commence en 1848 quand un monsieur Demaria crée une société de fabrication d'appareils photographiques portant son nom. En 1897, ses deux fils reprennent la société qu'ils baptisent Demaria Frères.
En 1908 ils absorbent la maison Lapierre et la raison sociale devient Demaria Lapierre.
En 1911, un des frères, Jules, quitte la société pour créer la société Demaria Jules.
En 1929, c'est au tour de l'entreprise d’Étienne Mollier d'être rachetée et la nouvelle raison sociale est Demaria Lapierre Mollier. La société disparaît vers 1960,.

## Production

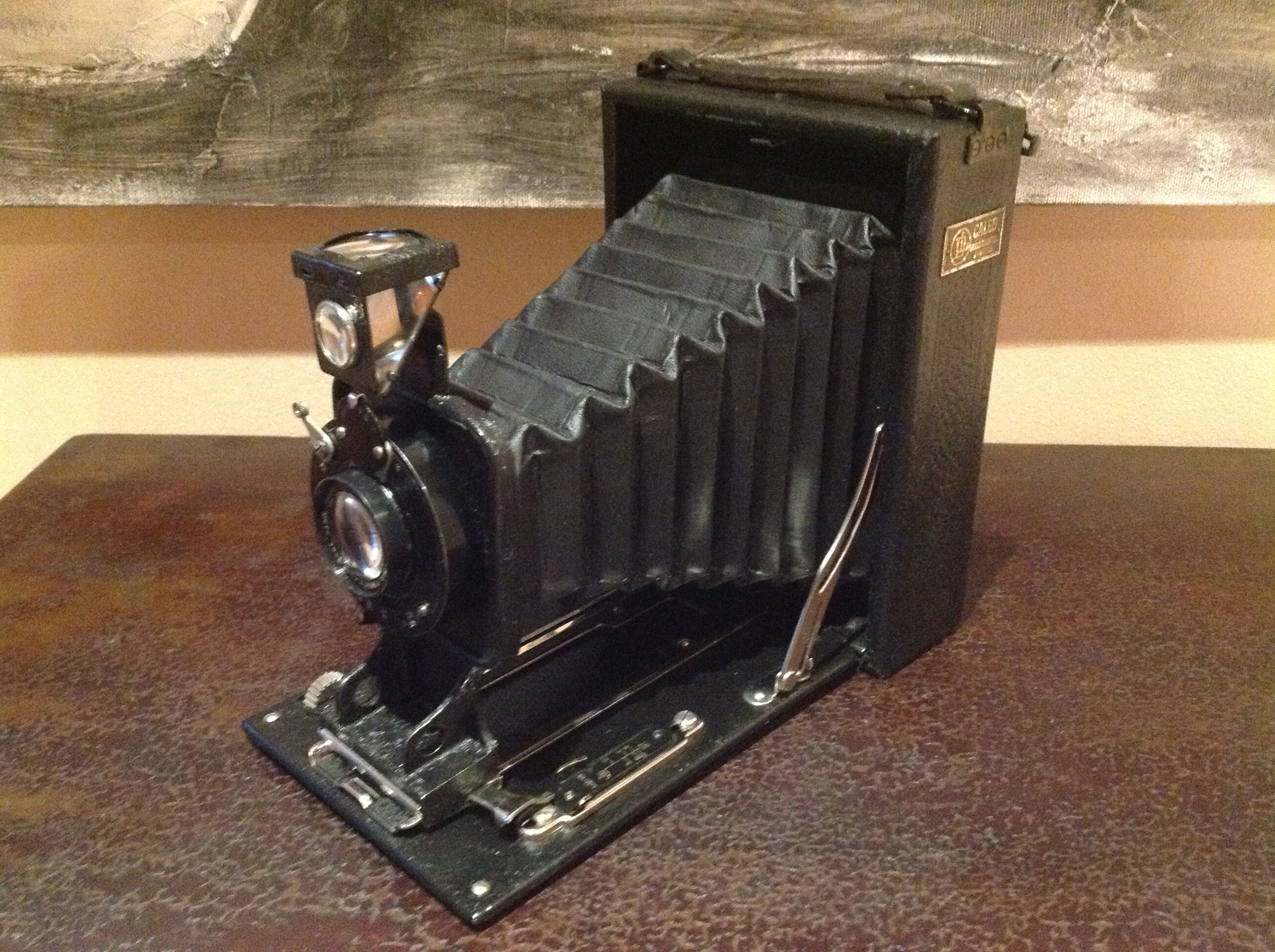
Caleb 9x12, modèle de 1920

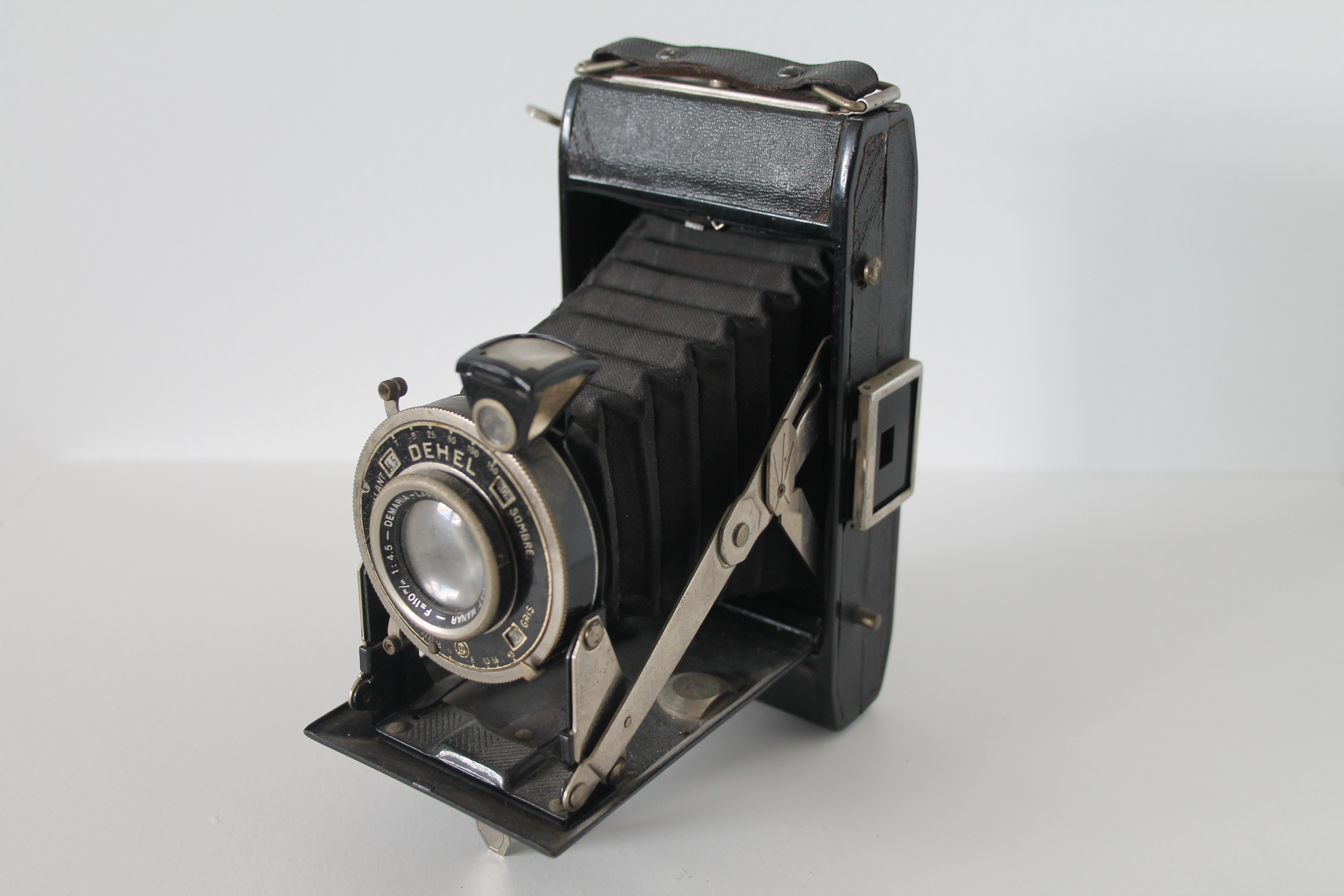
Dehel 6x9, modèle de 1936

Sur plus d'un siècle de production la maison a eu le temps d'explorer beaucoup de pistes. Elle a, bien entendu, commencé par des chambres en bois utilisant des plaques de verre avant de passer au "détectives" en bois puis de continuer par des appareils métalliques pliants à soufflet, d'abord à plaque puis avec film en rouleau. Les noms de modèles sont assez peu variés et le "Caleb" est présent dans plus de la moitié des désignations.
En ce qui concerne les appareils pliants à film, c'est le nom "Dehel" (transcription phonétique du DL de Demaria Lapierre) qui est décliné. En 1948, pour ses 100 ans, la maison opère un virage vers la qualité avec son Telka III, toujours un 6 x 9 à soufflet mais bien mieux fabriqué : chromes, cuir véritable et surtout un télémètre couplé, le premier sur un folding français.
En 1960 sort le Telka-Sport, le plus perfectionné de la série qui sera fabriqué à environ un millier d'exemplaires. Malgré les multiples possibilités de format de cet appareil (4,5 x 6 sur film 120, 28 x 40 sur film Bantam ou 24 x 36 sur des films spéciaux fournis par Agfa), ce sera le dernier appareil de la marque.